# Črvina
Črvina ali črvja luknja je v fiziki domnevna topološka lastnost prostora-časa, znana tudi kot Einstein-Rosenov most, oziroma »skrajšani prostor« (abbreviated space), ki je v bistvu »bližnjica« skozi prostor in čas.
Črvina ima vsaj dva konca, ki sta med seboj povezana. Snov lahko vstopi na enem koncu, potuje skozi in izstopi na drugem koncu črvine.
Izraz črvina (ameriško angleško wormhole) je v fiziko leta 1957 vpeljal John Archibald Wheeler, eden zadnjih Einsteinovih sodelavcev in naslednikov. Izraz izvira iz primerjave gibanja črva po jabolčni lupini: površje jabolka je Vesolje. Črv si lahko 'sposodi' notranjost jabolka in ubere pot po bližnjici na drugo stran, namesto da bi lezel po daljši poti na površju. Tako bi teoretično tudi popotnik lahko ubral bližnjico do druge strani Vesolja v večrazsežnem prostoru. Črvina teoretično dopušča časovno potovanje. Zaradi podaljšanja časa snov izstopi iz črvine še preden je vstopila vanjo.

## Črvine, znanstvena fantastika in računalniške igre
Črvine, hiperprostor in podobne »bližnjice« po vesolju so priljubljene v znanstveni fantastiki, saj je le na ta način »možno« potovati na oddaljene planete ali celo v druge galaksije.
Taka potovanje so priljubljena tema znanstvene fantastike. Značilna sta filma Zvezdna vrata in Zvezdne steze. Včasih črvinam pripisujejo tudi sposobnost potovanja v druga vesolja.
V televizijski nanizanki Babylon 5, ki se dogaja v 23. stoletju (med letoma 2258 in 2262), so potovanje skozi črvine naučila tuja humanoidna bitja Kentravrijci, ki so prva prišla v stik z Zemljani. V računalniških igrah kot so Starlancer, Freelancer ali serija X: Beyond the Frontier (X², X³) pa ne in so se Zemljani tega naučili sami.